# Bonsu (cràter)
Bonsu és un cràter sobre la superfície del planeta nan Ceres, situat amb el sistema de coordenades planetocèntriques a 3.56 ° de latitud nord i 95.13 ° de longitud est. Fa un diàmetre de 1.74 km. El nom va ser fet oficial per la UAI 14 de desembre del 2015 i fa referència a Bonsu, déu que protegeix els fruits i les flors de la cultura dels batek.